# The Lovebirds
The Lovebirds è un film del 2020 diretto da Michael Showalter.

## Trama
Jibran e Leilani, dopo una relazione di quattro anni, vivono un momento di crisi. Diretti in auto ad una festa da amici, dopo un'accesa discussione decidono di separarsi. Con la testa alla rottura appena consumata, Jibran non rispetta un semaforo e investe un ciclista. L'uomo rifiuta i soccorsi e, rimessosi in sella nonostante le ferite, si dà alla fuga lasciando per terra il cellulare che viene raccolto da Leilani. Giunge sul posto un uomo con i baffi, che dicendo di essere un poliziotto, requisisce l'auto dei due, con i quali inizia un inseguimento al ciclista che, dunque, si rivela essere un malvivente.
Raggiunto e investito di nuovo, ma stavolta di proposito, il ciclista viene finito dal sedicente poliziotto che poi scappa. Jibran e Leilani, terrorizzati e già additati di omicidio da alcuni passanti, decidono di fuggire.
A New Orleans per un uomo di etnia indiana e una donna afroamericana è difficile vincere i pregiudizi razziali della polizia, e quindi i due, grazie al cellulare dell'uomo ucciso, cominciano una personale indagine sul caso, che però li farà cacciare in guai sempre peggiori.
Scoperto un giro di ricatti a personaggi altolocati, dopo aver mentito ai propri amici ed essersi imbucati in un club esclusivo, sono coinvolti in una retata. Con loro sorpresa la polizia non li cercava in quanto possibili omicidi, ma come supertestimoni.
Tornando a casa finiscono per essere sequestrati di nuovo dal "Baffo" assassino che, in effetti è un poliziotto che, forte della sua posizione, aveva avviato un giro di ricatti poi sfuggito di mano. Prima di venire uccisi, Jibran e Leilani, soli e legati in auto, riscoprono  una grande intesa e, con grande coraggio, si liberano e neutralizzano il malvivente che poi viene arrestato.
Al termine di una giornata pazzesca, all'inizio della quale si sarebbero dovuti separare, Jibran e Leilani si riscoprono innamorati e più uniti di sempre.

## Produzione
Nel gennaio 2019, è stato annunciato che Kumail Nanjiani e Issa Rae si erano uniti al cast del film, con Michael Showalter, diretto da una sceneggiatura di Aaron Abrams, Brendan Gall e Martin Gero . Abrams, Gall, Gero saranno i produttori del film, insieme a Oly Obst, Todd Schulman e Jordana Mollick, mentre Showalter, Nanjiani e Rae saranno i produttori esecutivi. Media Rights Capital produrrà e finanzierà il film, mentre Paramount Pictures distribuirà. Nello stesso mese, Anna Camp si è unita al cast del film.

## Distribuzione
L'anteprima mondiale era prevista per il South by Southwest del 14 marzo 2020  ma il festival è stato cancellato a causa della pandemia di COVID-19. Era stato programmato per essere distribuito in sala da Paramount Pictures il 3 aprile 2020  ma è stato ritirato dal programma a causa della pandemia.
La casa di produzione ha quindi annunciato in seguito che il film è stato venduto a Netflix, che lo ha distribuito dal 22 maggio 2020 sulla propria piattaforma.